# Alphabet radio

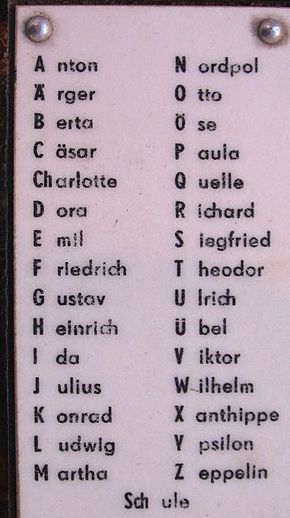
Exemple d'alphabet radio autrichien

Un alphabet radio ou un code d'épellation est un code utilisé en radiotéléphonie qui consiste à représenter chaque lettre de l'alphabet par un mot entier, choisi de manière acrophonique (ayant pour initiale la lettre représentée). Ainsi, lorsqu'un mot est épelé, chacune de ses lettres est remplacée par le mot correspondant afin qu'il n'y ait pas d'ambiguïté entre les sons proches (comme « m » et « n », « p » et « b »). De telles ambiguïtés risquent en effet de se produire en raison des parasites et des interférences auxquels les transmissions radio sont fréquemment soumises et du fait que le destinataire ne voit pas le locuteur et n'a donc pas d'indication visuelle pour l'aider à lever une éventuelle ambiguïté.
Les mots choisis dans chaque alphabet radio diffèrent d'un pays à l'autre ou d'une organisation à l'autre. Néanmoins, l'un d'eux, dit alphabet phonétique de l'OTAN (car généralisé par l'OTAN), est reconnu de manière internationale par l'Union internationale des télécommunications (UIT), ainsi que dans le cadre des communications aéronautiques par l'Organisation de l'aviation civile internationale (OACI). Pour la France, le code des prénoms a été abandonné au profit du code servant aussi pour l'aviation civile.
Les alphabets radio sont souvent appelés alphabets phonétiques, mais ne doivent pas être confondus avec les systèmes de transcription phonétique (tels que l'alphabet phonétique international) qui sont également appelés ainsi.

## Table de correspondance internationale
| Alphabet | anglais   | international | OACI/OTAN | français (France) | français (Belgique) | français (Suisse) | français (Québec) | italien       | néerlandais | suédois | anglais | radioamateur américain | finnois | allemand  | tchèque                                     | slovaque              |
| -------- | --------- | ------------- | --------- | ----------------- | ------------------- | ----------------- | ----------------- | ------------- | ----------- | ------- | ------- | ---------------------- | ------- | --------- | ------------------------------------------- | --------------------- |
| A        | Alfred    | Amsterdam     | Alpha     | Anatole           | Arthur              | Anna              | Alice             | Ancona        | Anna        | Adam    | Able    | Adam                   | Aarne   | Anton     | A Adam Á A s čárkou (dlouhé A)              | Adam                  |
| Ä        | –         | –             | –         | –                 | –                   | –                 | –                 | –             | –           | Ärlig   | –       | –                      | Äiti    | Ärger     | –                                           | –                     |
| B        | Benjamin  | Baltimore     | Bravo     | Berthe            | Bruxelles           | Berthe            | Berthe            | Bari, Bologna | Bernard     | Bertil  | Baker   | Boy                    | Bertta  | Berta     | Božena                                      | Božena                |
| C        | Charles   | Casablanca    | Charlie   | Célestine         | César               | Cécile            | Charles           | Como          | Cornelis    | Cesar   | Charlie | Charlie                | Celsius | Caesar    | C Cyril Č Čeněk                             | C Cyril Č Čadca       |
| Ch       | -         | -             | -         | -                 | -                   | -                 | -                 | -             | -           | -       | -       | -                      | -       | Charlotte | -                                           | Chopok                |
| D        | David     | Danemark      | Delta     | Désiré            | David               | Daniel            | David             | Domodossola   | Dirk        | David   | Dog     | David                  | Daavid  | Dora      | D David Ď Ďáblice                           | D Dávid Ď Ďumbier     |
| E        | Edward    | Edison        | Echo      | Eugène            | Émile               | Émile             | Édouard           | Empoli        | Eduard      | Erik    | Easy    | Edward                 | Eemeli  | Emil      | E Emil Ě E s háčkem É E s čárkou (dlouhé E) | Emil                  |
| F        | Frederick | Florida       | Foxtrot   | François          | Frédéric            | François          | François          | Firenze       | Ferdinand   | Filip   | Fox     | Frank                  | Faarao  | Friedrich | František                                   | František             |
| G        | George    | Gallipoli     | Golf      | Gaston            | Gustave             | Gustave           | Georges           | Genova        | Gerard      | Gustav  | George  | George                 | Gideon  | Gustav    | Gustav                                      | Gustáv                |
| H        | Harry     | Havanna       | Hotel     | Henri             | Henri               | Henri             | Henri             | Acca          | Hendrik     | Helge   | How     | Henry                  | Heikki  | Heinrich  | H Helena Ch Chrudim                         | Helena                |
| I        | Isaac     | Italia        | India     | Irma              | Isidor              | Ida               | Isabelle          | Imola         | Izaak       | Ivar    | Item    | Ida                    | Iivari  | Ida       | I Ivan Í I s čárkou [dlouhé (měkké) I]      | Ivan                  |
| IJ       | –         | –             | –         | –                 | –                   | –                 | –                 | –             | IJmuiden    | –       | –       | –                      | –       | –         | –                                           | –                     |
| J        | Jack      | Jerusalem     | Juliet    | Joseph            | Jeanne              | Jacques           | Jacques           | I lunga       | Jan         | Johan   | Jig     | John                   | Jussi   | Julius    | Josef                                       | Jozef                 |
| K        | King      | Kilogram      | Kilo      | Kléber            | Kilogramme          | Kilo              | Kilo              | Cappa         | Karel       | Kalle   | King    | King                   | Kalle   | Kaufmann  | Karel                                       | Karol                 |
| L        | London    | Liverpool     | Lima      | Louis             | Léopold             | Louise            | Louis             | Livorno       | Lodewijk    | Ludvig  | Love    | Lewis                  | Lauri   | Ludwig    | L Ludvík L Lubochna                         | L Ladislav Ľ Ľubochňa |
| M        | Mary      | Madagascar    | Mike      | Marcel            | Marie               | Marie             | Marie             | Milano        | Marie       | Martin  | Mike    | Mary                   | Matti   | Martha    | Marie                                       | Mária                 |
| N        | Nellie    | New York      | November  | Nicolas           | Napoléon            | Nicolas           | Nicolas           | Napoli        | Nico        | Niklas  | Nan     | Nancy                  | Niilo   | Nordpol   | N Norbert Ň N s háčkem (Nina)               | N Norbert Ň Nitra     |
| O        | Oliver    | Oslo          | Oscar     | Oscar             | Oscar               | Olga              | Olivier           | Otranto       | Otto        | Olof    | Oboe    | Otto                   | Otto    | Otto      | O Oto Ó O s čárkou (dlouhé O)               | Oto                   |
| Ö        | –         | –             | –         | –                 | –                   | –                 | –                 | –             | –           | Östen   | –       | –                      | Öljy    | Ökonom    | -                                           | –                     |
| P        | Peter     | Paris         | Papa      | Pierre            | Piano               | Paul              | Pierre            | Palermo       | Pieter      | Petter  | Peter   | Peter                  | Paavo   | Paula     | Petr                                        | Peter                 |
| Q        | Queen     | Québec        | Québec    | Quintal           | Quiévrain           | Quittance         | Québec            | Quarto        | Quotiënt    | Qvintus | Queen   | Queen                  | Kuu     | Quelle    | Quido                                       | Quído                 |
| R        | Robert    | Roma          | Romeo     | Raoul             | Robert              | Robert            | Robert            | Roma          | Rudolf      | Rudolf  | Roger   | Robert                 | Risto   | Richard   | R Rudolf Ř Řehoř                            | Rudolf                |
| S        | Samuel    | Santiago      | Sierra    | Suzanne           | Simon               | Suzanne           | Samuel            | Savona        | Simon       | Sigurd  | Sugar   | Sugar                  | Sakari  | Samuel    | S Svatopluk Š Šimon                         | S Svätopluk Š Šimon   |
| Sch      | -         | -             | -         | -                 | -                   | -                 | -                 | -             | -           | -       | -       | -                      | -       | Schule    | -                                           | –                     |
| ß        | -         | -             | -         | -                 | -                   | -                 | -                 | -             | -           | -       | -       | -                      | -       | Eszett    | -                                           | –                     |
| T        | Tommy     | Tripoli       | Tango     | Thérèse           | Téléphone           | Thérèse           | Thomas            | Torino        | Teunis      | Tore    | Tare    | Thomas                 | Tyyne   | Theodor   | T Tomáš Ť Těšnov                            | T Tomáš Ť Teplá       |
| U        | Uncle     | Uppsala       | Uniform   | Ursule            | Ursule              | Ulysse            | Ursule            | Udine         | Utrecht     | Urban   | Uncle   | Uniform                | Urho    | Ulrich    | U Urban Ú U s čárkou Ů U s kroužkem         | Urban                 |
| Ü        | –         | –             | Uniform   | –                 | –                   | –                 | –                 | –             | –           | –       | –       | –                      | –       | Übermut   | –                                           | –                     |
| V        | Victor    | Valence       | Victor    | Victor            | Victor              | Victor            | Victor            | Venezia       | Victor      | Viktor  | Victor  | Victor                 | Vihtori | Viktor    | Václav                                      | Václav                |
| W        | William   | Washington    | Whiskey   | William           | Waterloo            | William           | William           | Vu Doppia     | Willem      | Wilhelm | William | William                | Wiski   | Wilhelm   | Dvojité V                                   | Dvojité W             |
| X        | X-ray     | Xanthippe     | X-ray     | Xavier            | Xantippe            | Xavier            | Xavier            | Ics           | Xanthippe   | Xerxes  | X-ray   | X-ray                  | Äksä    | Xanthippe | Xaver                                       | Xaver                 |
| Y        | Yellow    | Yokohama      | Yankee    | Yvonne            | Yvonne              | Yvonne            | Yvonne            | Ipsilon       | Ypsilon     | Yngve   | Yoke    | Young                  | Yrjö    | Ypsilon   | Y Ypsilon Ý Y s čárkou [dlouhé (tvrdé) Y]   | Ypsilon               |
| Z        | Zebra     | Zurich        | Zulu      | Zoé               | Zéro                | Zurich            | Zoé               | Zara          | Zaandam     | Zäta    | Zebra   | Zebra                  | Tseta   | Zacharias | Z Zuzana Ž Žofie                            | Z Zuzana Ž Žofia      |

Pour l'épellation des nombres, voir l'article Énumération radio.